# Пена, Корнелиу
Корнелиу де Оливейра Пена (порт. Cornélio de Oliveira Penna; 20 февраля 1896, Петрополис — 12 февраля 1958, Рио-де-Жанейро) — бразильский писатель
, художник, гравёр, дизайнер, юрист, журналист. Представитель модернизма в Бразилии. Один из создателей бразильского психологического реализма.

## Биография
Родился в зажиточной семье. До 1919 года изучал право в Университете Сан-Паулу.
В 1920 году провёл свою первую персональную выставку. Работал художником, гравёром, иллюстратором, журналистом и дизайнером в газетах. В 1930-е годы отказался от изобразительного искусства в пользу литературы, которой стал полностью посвящать себя.
Яркий представитель тяготеющей к экзистенциализму психологической прозы: романы «Граница» («Fronteira», 1935), «Два романа Нику Орты» («Dois romances de Nico Horta», 1939), «Покой» («Repouso», 1948), «Мёртвая девочка» («A menina morta», 1954) сконцентрированы на исследовании причин трагического одиночества человека в современном мире. Роман «Мёртвая девочка» считается одним из лучших романов, когда-либо написанных в Бразилии.
Умер в Рио-де-Жанейро, оставив незаконченным роман «Альма Бранка».